# Афініада Філосторгія І
Афінаїда Філосторгія (дав.-гр. Άθηναἷς Φιλόστοργος дав.-гр. Άθηναἷς Φιλόστοργος) - дружина царя Каппадокії Аріобарзана I, що правив з 95 по 63 або 62 до н. е.
Ім'я Афінаїди відоме з напису в Афінах, присвяченому її сину Аріобарзану II Філопатру. Про походження та долю Афінаїди історичні джерела не повідомляють.